# L'últim avís
L'últim avís (títol original en hindi, द फाइनल कॉल; en anglès, The Final Call) és una sèrie de televisió de thriller índia del 2019 basada en la novel·la del 2015 I Will Go with You de Priya Kumar. Dirigida per Vijay Lalwani, se centra en els passatgers d'un vol de Bombai a Sydney, les vides del qual estan en perill després que el capità decideixi suïcidar-se a bord. Protagonitzada per Arjun Rampal, Neeraj Kabi, Sakshi Tanwar, Harshad Arora, Anupriya Goenka, Javed Jaffrey, Paula McGlynn, Anshuman Malhotra i Vipin Sharma, es va estrenar a la plataforma en línia ZEE5 el 22 de febrer de 2019. En una roda de premsa, l'autora Priya Kumar va declarar que també està escrivint la segona temporada. S'ha doblat i subtitulat al català per a la plataforma 3Cat, que va estrenar-la el 2 de juliol de 2024.

## Repartiment
- Arjun Rampal com el capità Karan Sachdev, un pilot que era comandant d'ala de la Força Aèria Índia.
- Neeraj Kabi com a V. Krishnamurthi
- Harshad Arora com a Abhimanyu Sahai
- Javed Jaffrey com a Siddharth Singhaniya
- Anupriya Goenka com a Parineeta "Pari"
- Sakshi Tanwar com a Kiran Mirza, controlador aeri[3]
- Vipin Sharma com a Kale, cap de l'Esquadró Antiterrorista
- Meenal Kapoor com a Shalini, redactor en cap
- Paula McGlynn com Sarah Parker
- Anshuman Malhotra com a Dhruv Sehgal[4]
- Vineet Sharma com a Jaikrit Tyagi
- Sulabha Arya com a àvia d'en Dhruv
- Lydia Backhouse com a Giselle
- Ivan Sylvester Rodrigues com a Thakur

## Rodatge
La sèrie es va rodar al Caixmir, Kochi, Tailàndia i Londres. Algunes parts es van rodar al mateix plató de Londres que simula un avió on es va rodar la pel·lícula Sully del 2016. Rampal va rebre diverses classes de simulació de vol per al paper de la sèrie. Inicialment, s'havia de titular en anglès Row No. 26.

## Llista d'episodis
| Núm. total | Núm. de la temporada | Títol                     | Direcció      | Guió          | Data d'estrena original |
| --- | -------------------- | ------------------------- | ------------- | ------------- | ----------------------- |
| 1 | 1                    | «El pilot»                | Vijay Lalwani | Vijay Lalwani | 22 de febrer de 2019    |
| Després d'amagar un potent verí en píndoles, el capità Karan Sachdev arriba al vol 502 de l'Skyline. Poc després de l'enlairament, en Karan veu amb pànic com el seu copilot és enverinat accidentalment. Talla la comunicació amb la torre, cosa que fa augmentar les sospites, i, com a conseqüència, avisen l'oficial cap de controladors, la Kiran Mirza. |                      |                           |               |               |                         |
| 2 | 2                    | «Incomunicats»            | Vijay Lalwani | Vijay Lalwani | 22 de febrer de 2019    |
| Després que els dos copilots hagin estat enverinats, en Karan truca a la torre i sol·licita un aterratge d'emergència. Preveient que es pugui tractar d'un segrest, la Kiran demana ajuda a l'Esquadró Antiterrorista. |                      |                           |               |               |                         |
| 3 | 3                    | «El poder de les forces»  | Vijay Lalwani | Vijay Lalwani | 22 de febrer de 2019    |
| En Siddarth s'asseu al costat d'en Krishnamurthy i l'escolta com si fos un alumne. La seva conversa sobre la vida i la mort obre una capsa de Pandora. Mentrestant, l'agent de l'Esquadró Antiterrorista provoca en Karan, que, consegüentment, es nega a fer aterrar l'avió.                                                                                 |                      |                           |               |               |                         |
| 4 | 4                    | «Em rep?»                 | Vijay Lalwani | Vijay Lalwani | 22 de febrer de 2019    |
| En Karan rep flaixos del seu passat traumàtic, mentre intenta mantenir el control del vol. L'agent Kale pressiona en Karan, que decideix dur l'avió cap a un amenaçador núvol de tempesta. |                      |                           |               |               |                         |
| 5 | 5                    | «Núvol de tempesta»       | Vijay Lalwani | Vijay Lalwani | 22 de març de 2019      |
| En Kale està convençut que el capità Karan ha segrestat l'avió, i vol que el cas sigui tractat com un atac terrorista. Mentrestant, es revela una interessant connexió entre en Krishnamurthy i en Jaikrit Tyagi. |                      |                           |               |               |                         |
| 6 | 6                    | «El viatge més important» | Vijay Lalwani | Vijay Lalwani | 22 de març de 2019      |
| Mentre en Dhruv mira de ser amable i revela una informació personal a la Sarah, ella continua immersa en els seus problemes. Mentrestant, el personal de la torre i l'Esquadró Antiterrorista acorden enviar un comando aeri a l'avió, per obtenir l'ajuda de l'hostessa Pari.                                                                                |                      |                           |               |               |                         |
| 7 | 7                    | «Canvi de plans»          | Vijay Lalwani | Vijay Lalwani | 22 de març de 2019      |
| L'Esquadró Antiterrorista està a punt per executar el seu pla, mentre la Pari i alguns passatgers miren de posar-se en contacte amb la torre de control per informar-los de la veritat. En Kale descobreix el passat de la Kiran i li demana que faci un pas al costat, perquè està emocionalment compromesa amb el cas.                                      |                      |                           |               |               |                         |
| 8 | 8                    | «El final»                | Vijay Lalwani | Vijay Lalwani | 22 de març de 2019      |
| La Kiran es trenca, i en la seva davallada arriba a un punt que l'ajuda a entendre l'estat d'ànim del capità Karan. Convenç en Kale perquè la deixi negociar amb en Karan, i en Kale ha de prendre una decisió molt difícil. |                      |                           |               |               |                         |